# ۷۵۵ (میلادی)
۷۵۵ (میلادی) هفتصد و پنجاه و پنجمین سال تقویم میلادی است.

## درگذشتگان
‎